# Serge Larcher
Pour les articles homonymes, voir Larcher.
Serge Larcher (né le 17 octobre 1945 au Diamant en Martinique) est homme politique français. 
Membre du PPM, il est sénateur de la Martinique de 2004 à 2017. 

## Biographie
Professeur de lettres et histoire-géographie a été élu sénateur de Martinique le 26 septembre 2004.
Serge Larcher annonce qu'après avoir été maire du Diamant pendant 20 ans qu'il ne se représentait pas aux municipales des 9 et 16 mars 2008. Il soutient sa première adjointe, Yvette Galot qui est battue par son opposant Gilbert Eustache.
En août 2011, Serge Larcher adhère au Parti progressiste martiniquais.
Le 25 septembre 2011, Serge Larcher est réélu sénateur de la Martinique en obtenant 474 voix des grands électeurs.

## Anciens mandats
- Premier vice-président du conseil général de la Martinique de 2001 à 2004.
- Conseiller général du canton du Diamant de 1988 à 2004.
- Maire du Diamant de 1988 à 2008.
- Président de l'Association des maires de la Martinique 2001 à 2008.

## Mandat en cours
- Sénateur de la Martinique depuis 2004.